# 橫濱球場

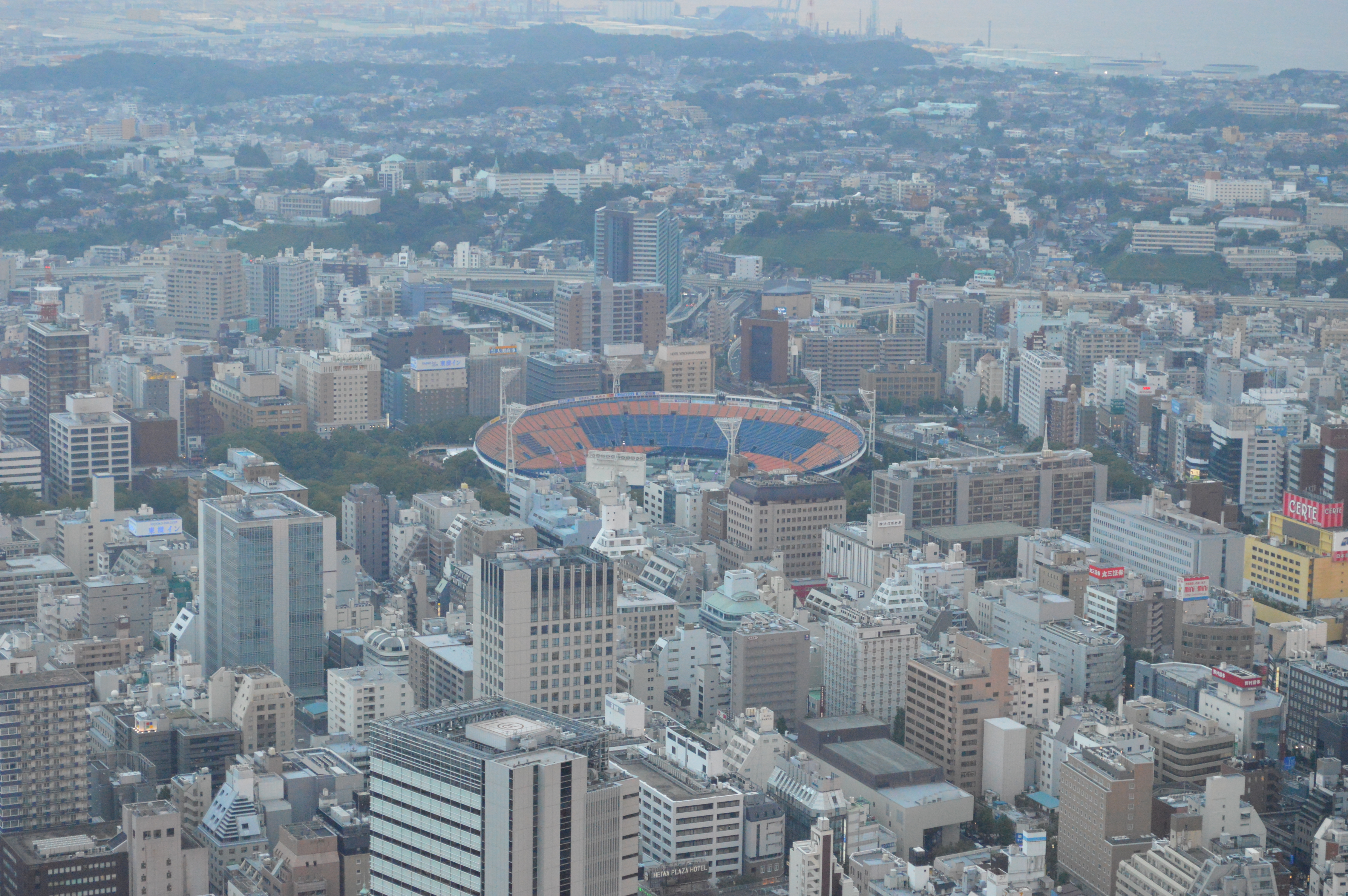
自橫濱地標大廈看到的全景

橫濱球場（日语：／ Yokohama Sutajiamu */?）是位於日本橫濱的棒球場，於1978年落成啟用，目前為日本職棒橫濱DeNA海灣之星隊的主場，2020年夏季奧林匹克運動會棒球比賽亦在此舉行。營運機構為DeNA、橫濱銀行與橫濱市政府的合資公司「株式會社橫濱球場」（株式会社横浜スタジアム）。
橫濱球場為日本第一座多功能體育場，除了體育賽事之外，亦可供舉辦演唱會等藝文及娛樂展演。例如女子團體日向坂46每年4月初舉行的出道紀念公演「日向誕祭」，自2023年起固定在此舉辦。

## 外部連結
- 官方网站
- OpenStreetMap上有關橫濱球場的地理